# Berrocal
Berrocal è un comune spagnolo di 371 abitanti situato nella comunità autonoma dell'Andalusia, comarca di Cuenca Minera.